# Ramon Destorrents

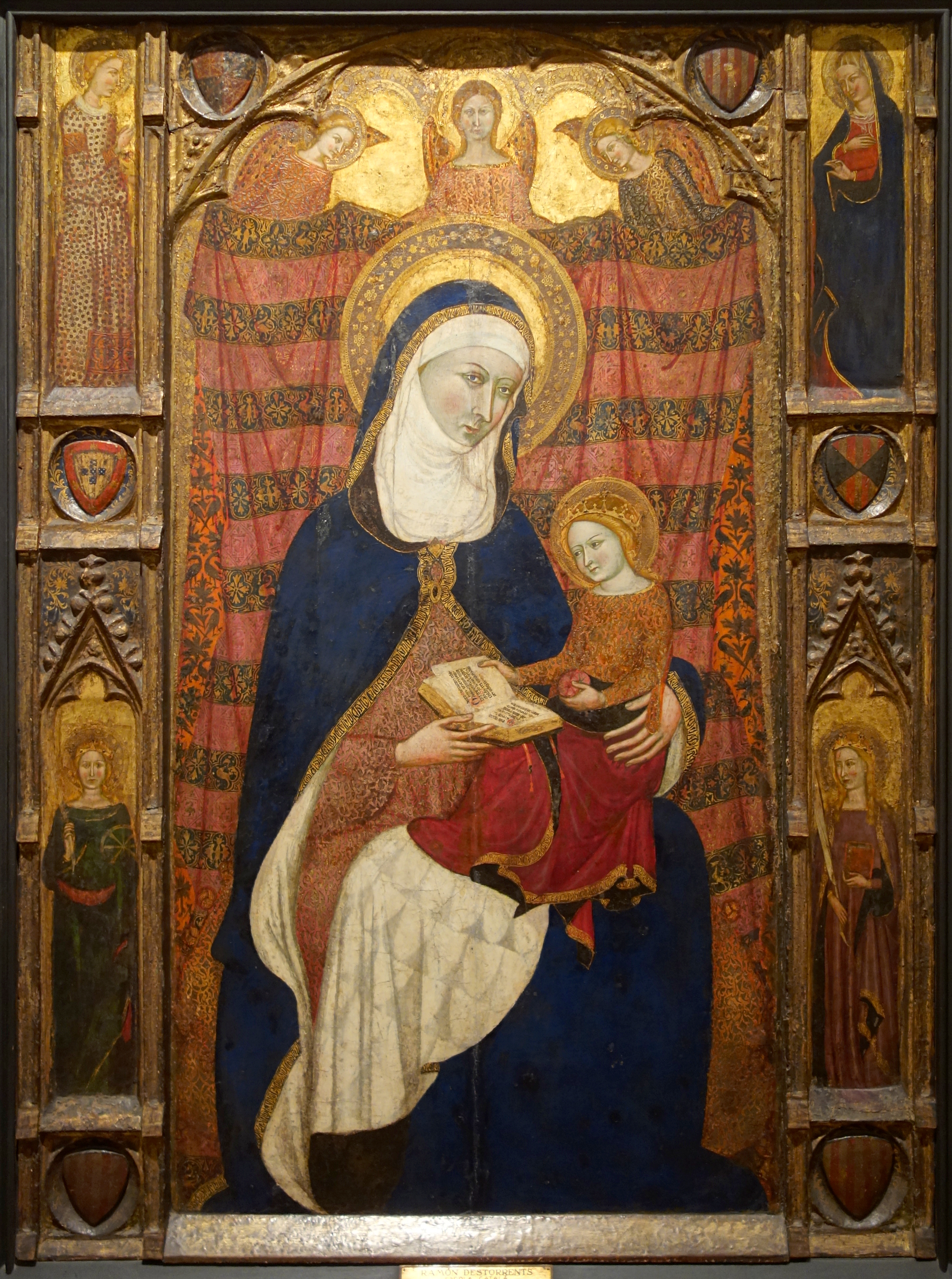
Retablo de Santa Ana y la Madre de Dios, temple sobre tabla, 156 x 112 cm, Lisboa, Museu Nacional de Arte Antiga. Encargado por Pedro IV el Ceremonioso a Jaume Ferrer Bassa, quien podría haberlo iniciado, fue concluido por Destorrents.

Ramon Destorrents (fl. 1351-1362) fue un miniaturista y pintor de estilo italogótico, el más representativo de la escuela catalana. Está influido por la escuela sienesa.
Al morir Ferrer Bassa se convirtió en el pintor de la corte aragonesa de Pedro IV. En 1357 ingresó en su taller Pere Serra. A través de él y de su hijo, Rafael Destorrents, el estilo italo-gótico perduró en Cataluña hasta finales del siglo XIV.
Se le conoce sobre todo por ser el autor del retablo para el Palacio Real de la Almudaina de Palma de Mallorca, realizado en 1353 y que se conserva dividido, estando la pieza principal, la Santa Ana con la Virgen niña, en el Museu Nacional de Arte Antiga, conocido también con el nombre de «Museo das Janelas Verdes» de Lisboa.
Se le ha atribuido el retablo de Santa Marta en la iglesia de San Fructuoso de Iravals, en los Pirineos Orientales, relacionado más recientemente con el taller de los Serra.
En el Museo Diocesano de Barcelona se guarda una pintura sobre tabla de San Vicente procedente de la iglesia parroquial de Sant Celoni, datada entre 1360-1365 a él atribuida como el Retablo de la Virgen de la Humildad con donante del Museo del Prado.